# 生命之光
生命之光（せいめいのひかり）は、キリストの幕屋（宗教法人キリスト聖書塾）が制作するテレビ宗教番組。

## 概要
キリストの幕屋を創設した手島郁郎の講話記録を基に制作されている。地上波デジタル放送の普及により、ハイビジョン制作になった。
放送ネットワークは縮小されつつあり、2010年9月17日以降はスカパー!のみで視聴可。これを補う手段として、インターネットによるストリーミング配信を開始した。

## 放送局・放送時間
2010年9月現在
- スカパー! Ch.216（ベターライフチャンネル）：土曜 9:30 - 9:45
- アメリカ合衆国・KIKU TV：土曜 22:30 - 23:00（現地時間）

過去
地上波、スカパー!e2からは、キリストの幕屋、放送局の都合により、全て撤退している。以下は15分の放送。
- 沖縄テレビ放送：土曜 5:45 -
- テレビ熊本：日曜 6:15 -
- 京都放送：日曜 6:45 -
- 東京メトロポリタンテレビジョン、テレビ和歌山：日曜 7:30 -
- テレビ埼玉：日曜 7:45 -
- スカパー!e2 Ch.194（インターローカルTV）：水曜 0:30 - ほか
2010年9月16日の放送を最後に閉局した。
- 新潟総合テレビ→新潟テレビ21